# Rustem Umjerov
Rustem Enverovyč Umjerov (in ucraino Рустем Енверович Умєров?, in tataro di Crimea Rustem Enver oğlu Umerov; Samarcanda, 19 aprile 1982) è un politico ucraino di origine tatara della Crimea.
Ha ricoperto la carica di ministro della difesa dell'Ucraina dal 6 settembre 2023 al 17 luglio 2025. In precedenza è stato vicecapo della delegazione permanente presso l'Assemblea parlamentare del Consiglio d'Europa. Da dicembre 2020 co-presiede la Piattaforma di Crimea.
Inoltre, dal 7 settembre 2022 al 5 settembre 2023, Umjerov è stato Capo del fondo demaniale ucraino e, prima ancora, deputato alla Verkhovna Rada in carica dal 29 agosto 2019 fino al 7 settembre 2022. Il 18 luglio 2025 è stato nominato segretario del Consiglio per la sicurezza e la difesa nazionale dell'Ucraina.

## Biografia
Umjerov, di fede islamica, discende da una delle tante famiglie che subirono la deportazione dei tatari di Crimea in Uzbekistan durante l'epoca sovietica, tornate in Crimea solo nel 1989, quando il leader sovietico Michail Gorbačëv riconobbe i tatari di Crimea come un popolo represso che era stato deportato illegalmente.